# Gilbertidia dolganovi
Gilbertidia dolganovi (Mandrytsa, 1993) è un pesce appartenente alla famiglia Psychrolutidae.

## Distribuzione e habitat
Il pesce vive nell'Oceano Pacifico nordoccidentale, al largo delle Isole Curili, ad una profondità di 200 m.